# دووگی برود (استان پودلاسکی)
دووگی برود (به لهستانی:  Długi Bród) یک روستا در لهستان است که در گمینا دوبیچه تسرکیونه واقع شده‌است.